# Astroviridae
Ordre
Famille
Genres de rang inférieur
- Mamastrovirus
- Avastrovirus

La famille des Astroviridae est une famille de virus appartenant au groupe IV des virus à ARN simple brin (à polarité positive). Cette famille de virus a été décrite pour la première fois en 1975.

Le nom d'astrovirus vient du mot grec astron qui signifie « étoile ».
Ils infectent les mammifères et les oiseaux et sont responsables principalement de troubles intestinaux de type gastro-entérite.
Ces virus ont peu été étudiés du fait des difficultés de leur culture.

## Épidémiologie
Les Hommes de tout âge sont susceptibles d'être infectés, mais les enfants, les personnes âgées et les personnes immunodéprimés sont tout particulièrement sensibles.
Ces virus occasionnent souvent des infections sporadiques mais peuvent également être responsables d'épidémies de gastro-entérite, avec un pic d'incidence en hiver.

## Structure
Ce sont de petits virus non enveloppés, icosaédriques, mesurant 28 à 30 nm. Ils ont une forme d'étoile à cinq ou six branches (d'où leur nom).
Leur génome est de type ARN simple brin. Le génome complet comprend entre 6800 et 7900 nucléotides.
À ce jour, sept sérotypes humains ont été décrits.

## Genres
Les Astrovirus sont divisés en deux genres :
- le genre Mamastrovirus, espèce : Astrovirus humain, qui infecte, entre autres mammifères, les humains,
- le genre Avastrovirus, espèces qui infectent les oiseaux.

## Pathogénécité
La transmission est orofécale. Elle se fait principalement par le biais de l'eau et des aliments.
La période d'incubation est de trois à quatre jours. Ils infectent, selon l'espèce, l'homme, les oiseaux, les chats, les chiens, les porcs, les moutons.
Ils peuvent être responsables de gastro-entérites (diarrhée, nausées, vomissements, fièvre, anorexie, douleurs abodominales).
La durée des symptômes est de trois à cinq jours.
Les infections à Astrovirus ne sont pas nécessairement graves ; seuls quelques cas vont jusqu'à la déshydratation, et sont cependant moins sévères que lors d'infections à Rotavirus.
Les espèces d’Astrovirus infectent les cellules matures de la muqueuse des villosités de l'intestin grêle, qui seront remplacées par des cellules épithéliales cuboïdes.

## Méthodes de diagnostic
Le diagnostic peut être fait en microscopie électronique. Les techniques telles que ELISA, l'immunofluorescence et la RT-PCR peuvent être utilisées.
Sa culture est difficile car nécessite un milieu spécial (cellules fœtales).

## Traitement
Il n'y a pas de traitement spécifique, ni de vaccin. Le traitement est symptomatique, et s'appuie principalement sur la réhydratation.